# DRBD

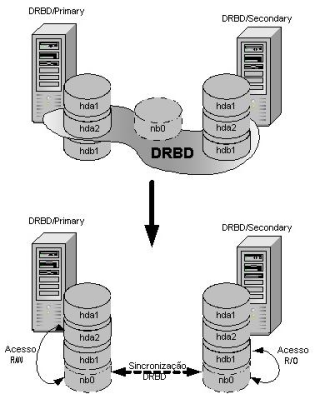
Overview of DRBD concept

DRBD（英語：Distributed Replicated Block Device） 是 Linux 平台上的分散式儲存系統。其中包含了核心模組，數個使用者空間管理程式及 shell scripts，通常用於高可用性（high availability, HA）叢集。DRBD 類似磁碟陣列的RAID 1（鏡像），只不過 RAID 1 是在同一台電腦內，而 DRBD 是透過網路。
DRBD 是以 GPL2 授權散佈的自由軟體。

## 外部連結
- .   [2008-09-22]. （原始内容存档于2008-09-20）.
- .   [2020-09-25]. （原始内容存档于2008-07-05）.

1. ↑  . 2025年3月24日  [2025年4月24日].